# Ammotretis lituratus
Ammotretis lituratus är en fiskart som först beskrevs av Richardson, 1844.  Ammotretis lituratus ingår i släktet Ammotretis och familjen flundrefiskar. Inga underarter finns listade i Catalogue of Life.

## Bildgalleri

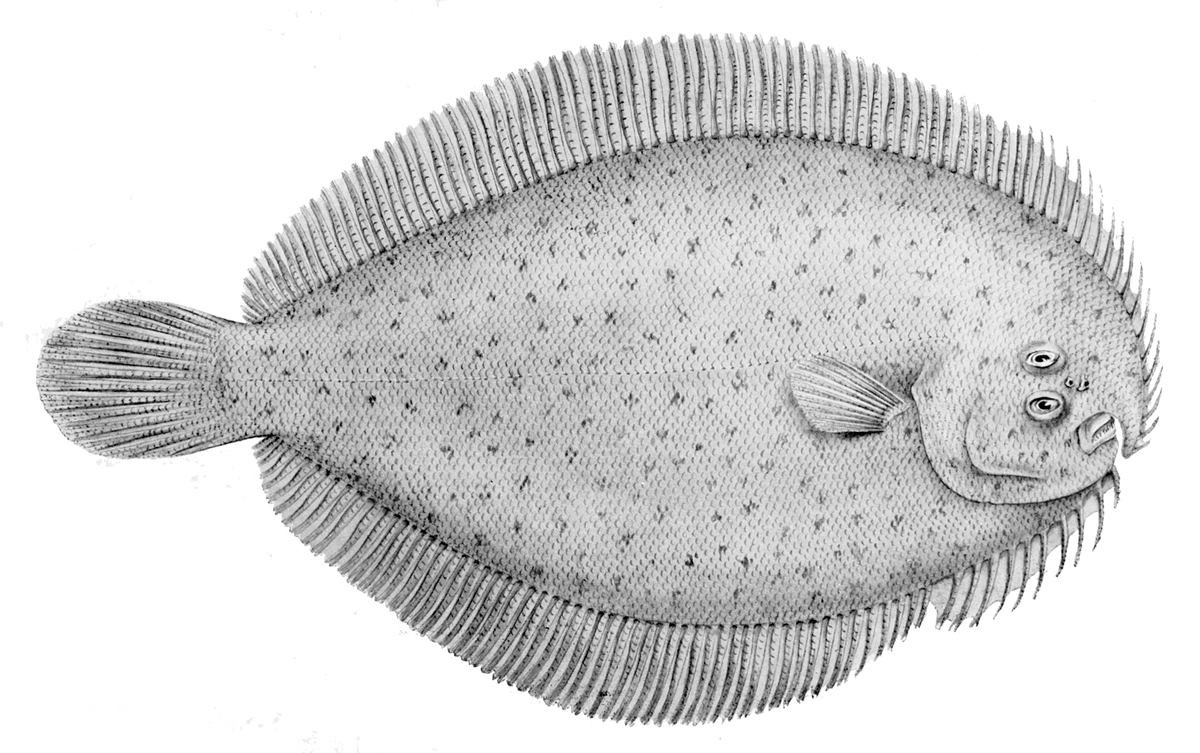